# Flora e fauna do Nepal

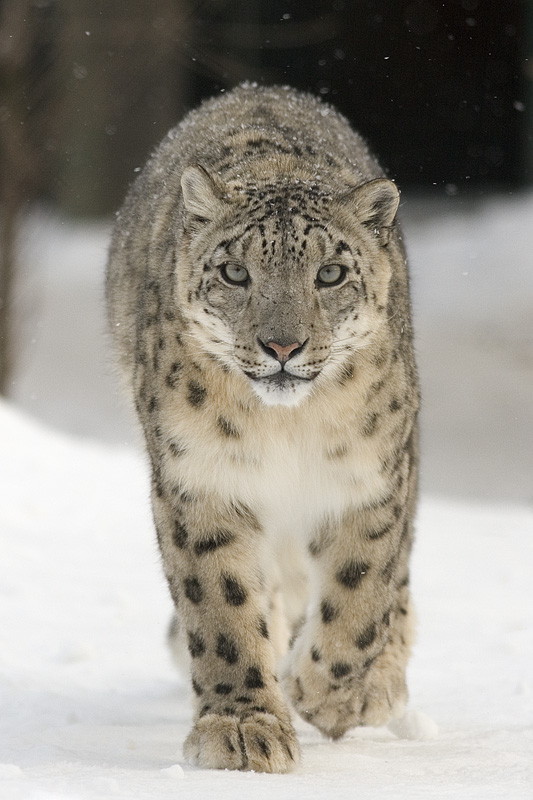
Um leopardo da neve nepalês

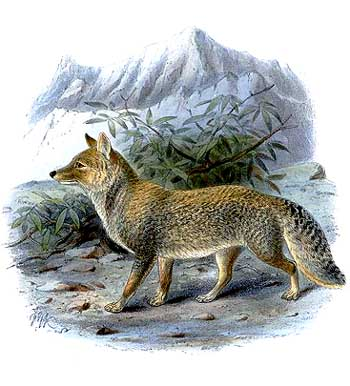
A raposa tibetana.

A diversidade de flora e fauna é uma característica notável do Nepal. Devido à variedade climática, do clima tropical ao ártico, o Nepal tem uma grande variedade de vida selvagem. Graças a isso o país recebe uma das suas principais afluências do turismo. Algumas espécies são exclusivas do Nepal, como o Turdoides nipalensis, um pássaro encontrado apenas nas altitudes médias do Himalaia. Ele também tem um grande número de rododendro, um tipo de flor. O Nepal estabeleceu vários parques nacionais e reservas para proteger sua vida selvagem. O Nepal tem uma grande biodiversidade, com ecorregiões principalmente montanhosas, savana e terai prados (no sopé das montanhas), bem como a ecorregião do Lago Rara (o maior lago do Nepal, com 10 km² de superfície), que tem várias espécies endêmicas.

## Proteção regulamentar
Desde 1973, o Nepal tem estabelecido numerosos parques e reservas nacionais, a fim de proteger a diversidade de sua fauna. Existem quatro "tipos" diferentes no momento da proteção, variando de reservas naturais e parques nacionais a áreas de caça selvagem. Em 1992, o Nepal já havia estabelecido sete parques nacionais, cobrindo um total de mais de 893.200 hectares de terra. Nessas categorias, até 2002, havia 23 áreas protegidas: nove parques nacionais, três reservas naturais, três áreas de conservação, uma reserva de caça, três áreas pantanosas (Ramsar) e quatro locais adicionais de património da humanidade. Destes últimos, os mais reconhecidos são o Parque Nacional de Sagarmatha e o Parque Nacional de Chitwan. Além disso, o vale de Catmandu, outro patrimônio mundial, também abrange o território com uma quantidade significativa de biodiversidade..

## Fauna

### Mamíferos
Existem 208 espécies de mamíferos que são informados, incluindo 28 espécies fora dos limites das áreas protegidas (mas excluindo quatro espécies já extintas). Entre as várias espécies de mamíferos do Nepal são notáveis: a raposa-de-bengala, o tigre-de-bengala, a pantera-nebulosa, o raposa-corsaca, o rinoceronte indiano, o elefante asiático, o gato mosquito, o pangolim, o panda vermelho e o leopardo-das-neves, a raposa tibetana e o lobo tibetano. Alguns destes, incluindo o leopardo da neve reconhecido internacionalmente, estão ameaçados de extinção.

### Répteis
Existem vários tipos diferentes de répteis nativos do país, de víboras a lagartos. Alguns dos exemplos mais proeminentes são a acácia de Bengala, a víbora do Himalaia (uma víbora encontrada na encosta sul dos Himalaias), a tartaruga alongada e o varanus amarelo. Embora algumas das acima mencionadas sejam encontradas em outras partes do sudeste da Ásia, existem algumas espécies de répteis únicas no país, como a cova de bambu Sah viper (Trimeresurus karanshahi) e a jararaca tibetana (Gloydius strauchi).

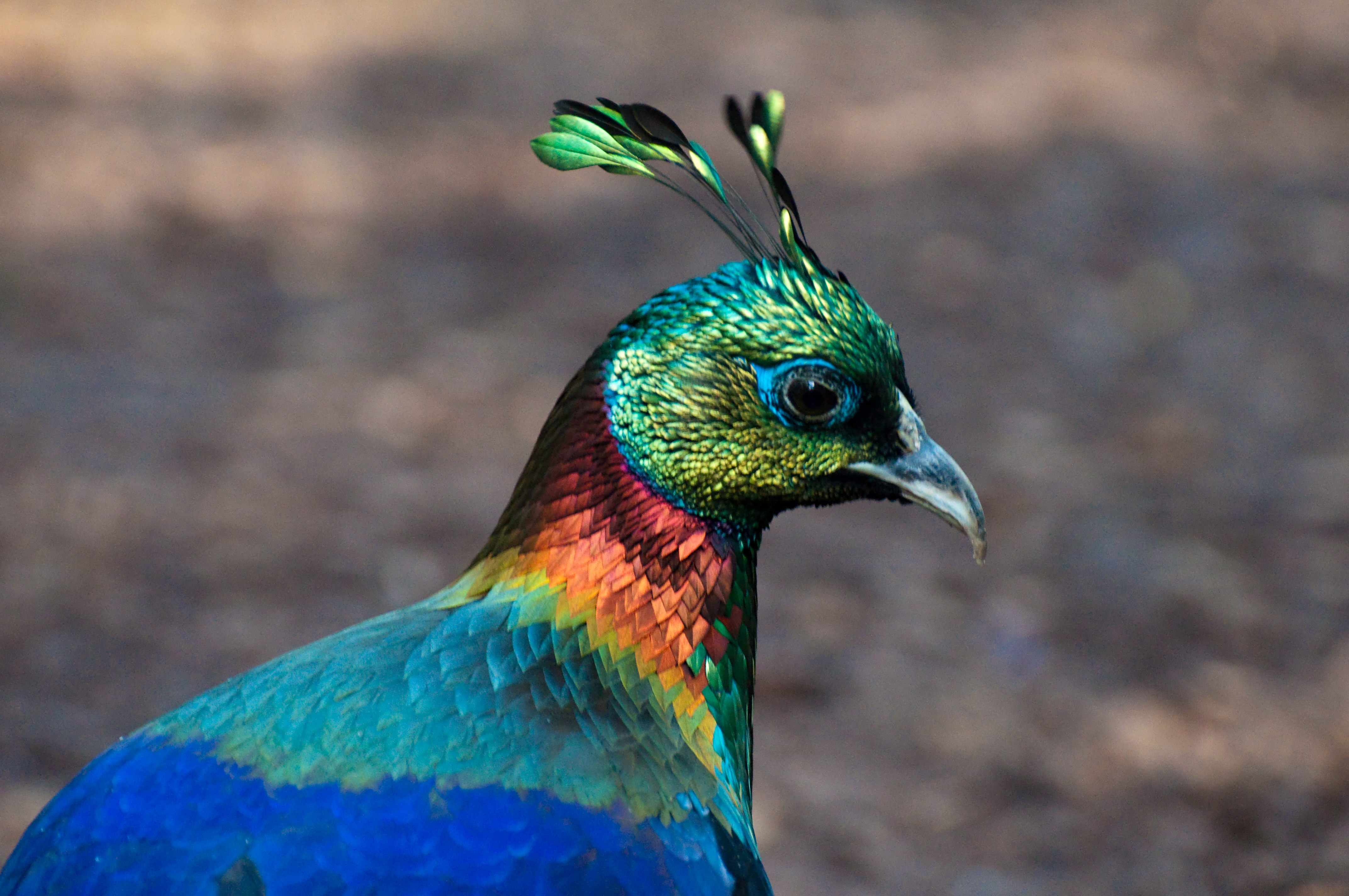
O Danphe é o pássaro nacional do Nepal.

### Avifauna
Existem aproximadamente 27 áreas importantes para preservação de aves no país. Mais de 900 espécies de aves (desde 2012) estão listadas no Nepal, das quais 30 estão ameaçadas em todo o mundo, uma é uma espécie endêmica e uma é uma espécie introduzida. O danphe, o pássaro nacional, é um tipo de faisão. Além disso, existem oito espécies de cegonha, outras cinco espécies de faisão, seis minivetes, dezessete cucos e trinta  monarchidae O Turdoides nipalensis é a única espécie endêmica do Nepal.

## Flora
Pesquisas realizadas no final da década de 1970 e início da década de 1980 documentaram 5067 espécies, das quais 5041 eram angiospermas e as 26 espécies restantes eram gimnospermas. A área de Terai tem bambu e palmeiras. Plantas notáveis incluem angélica, Meconopsis villosa e Polygonum affine. Mesmo assim, de acordo com a lista do Icomos (de 2006) nos sítios protegidos existem 2532 espécies de plantas vasculares com menos de 1034 gêneros e 199 famílias. A variação dos números é atribuída ao arquivo inadequado dos estudos.

### Flor nacional
A planta endêmica mais popular no Nepal é o rododendro, guran em nepalês. Ela cresce extensivamente em todo o Nepal, e particularmente na faixa de elevação de 1400-3600 m. A flor é um símbolo nacional e faz parte do culto religioso do país. Simboliza "a soberania do povo e da unidade nacional" e "reflete o espírito de Lok tantra (república) marcado pela inclusão e igualdade de gênero". Também é usado na medicina tradicional para tratar a disenteria.

## Fauna protegida
Existem 38 espécies de vida selvagem protegidas, das quais 50 % são aves que estão em diversos níveis de risco.